# Alekséievka (Bélgorod)
Alekséievka - Алексеевка (rus) - és una ciutat de l'óblast de Bélgorod, a Rússia.

## Història
Alekséievka fou fundada el 1685 com una slobodà i anomenada així en honor del seu propietari, Aleksei Txerkasski. El 1829 el pagès Daniïl Bokàrev aconseguí per primer cop obtenir oli de gira-sol, i començà aquesta activitat a la regió. Alekséievka formà part de la Gubèrnia de Vorónej des del segle xviii al segle xx. Finalment aconseguí l'estatus de ciutat el 1954.